# Bandar Seri Begawan
Bandar Seri Begawan (prije Brunei), glavni grad i luka, kulturno i gospodarsko središte sultanata Brunej. Nalazi se na sjeverozapadnom dijelu otoka Bornea, na ušću rijeke Limbang. Ima 71 500 stanovnika. Izvozi naftu, kaučuk i sago.
U gradu se nalazi Stadion sultana Hassanala Bolkiaha.